# Alpine White
Alpine White is net zoals Guards Red een merknaam voor een specifieke kleur van de Volkswagen Group. Het is een witte kleur die voor het eerst gebruikt werd op de Porsche 924, maar later ook werd gebruikt op de Volkswagen Golf, de Volkswagen Polo en de Bugatti EB110.